# Cosmin Natanticu
Cosmin Natanticu (n. 15 iunie 1980, Petroșani, Hunedoara, România) este un actor de teatru și film și comedian de stand-up român, cunoscut pentru rolurile sale din Portretul luptătorului la tinerețe (2010), Omega Rose (2015) și Mătăsari (2011). 
A absolvit Universitatea Națională de Teatru și Cinematografie din București în anul 2009 și joacă pe scena teatrului Godot Cafe din București. Este căsătorit cu Eliza Georgescu.

## Emisiuni TV
- Surprize-Surprize (2005)
- Taxi driver
- Chefi la Cuțite
- Dancing on Ice
- Pe bune?! (2017-)[3]
- Ferma Vedetelor (2018)
- iUmor
- Asia Express (2021)
- Splash, vedete la apă (2022)
- Romania are roast (2022)
- Stand-Up Revolution (2022)
- Te cunosc de undeva (2022)

## Filmografie
- Ion si Maria (2007)
- Varza TV (2008)
- ID Error (2008) – Cristi
- Mâncare de pisică (2009)
- Înapoi acasă (2009)
- Portretul luptătorului la tinerețe (2010) – Virgil Radeș „Gilu”
- Spitalul de demență (2012)
- S-a furat mireasa (2012) – Pralea
- Mamaia (2013) – curierul
- IMPROvSHOW (2014)
- Omega Rose (2015) – Ta'no
- MultiFUNctionalii (2017)
- Triplusec (2018) – Ștefan
- Profu' (2019) – Mugur
- Investitorii (2021) – Calu
- Odată pentru totdeauna (2022) – Sebi